# 오은영 (의사)
오은영(吳恩永, 1965년 3월 12일~)은 대한민국의 정신건강의학과 의사이자 대학 교수 겸 저술가이다.
연세대학교 의과대학 출신으로 연세대학교 의과대학 외래교수·아주대학교 의과대학 교수·아주대학교 교육대학원 주임교수를 거쳐 성균관대학교 의과대학 전임교수와 이화여자대학교 의과대학 전임강사를 지냈다.

## 학력
- 신광여자중학교(재학)
- 성심여자고등학교(졸업)
- 연세대학교 의과대학 의학과 학사(졸업)
- 연세대학교 대학원 의학과(의학석사, 학위논문명 : 암환자들과 비암환자들 간의 Alexithymia의 비교, 졸업)
- 고려대학교 대학원 의학과(의학박사, 학위논문명 : 정신분열병과 양극성 정동장애 환자에서 세로토닌 운반체 유전자 다형성과 질환의 감수성간의 연관성 연구, 졸업)

## 약력
- 연세대학교 의과대학 정신과학 외래교수
- 아주대학교 의과대학 정신과 교수
- 아주대학교 교육대학원 특수교육학과 주임교수
- 성균관대학교 의과대학 삼성서울병원 소아청소년정신과학 전임교수
- 오은영의원 소아청소년클리닉 원장

## 소속
- 성균관대학교 의과대학 전임교수
- 아주대학교 의과대학 교수
- 이화여자대학교 의과대학 전임강사
- 연세대학교 의과대학 외래교수
- 고려대학교 의과대학 외래교수

## 방송 출연작

### 텔레비전 프로그램
- SBS 《그것이 알고싶다 - 빗나간 몸매의 유혹-1994 살빼기 실태보고 (94회)》 1994년 3월 27일 인터뷰
- KBS1 《신세대보고 어른들은 몰라요 - 중독된 아이들 (80회)》 1996년 인터뷰
- EBS1 《생방송 60분 부모》
- MBC 《시사매거진 2580》
- KBS2 《비타민》
- SBS 《우리 아이가 달라졌어요》
- EBS1 《다큐 프라임 8주간의 기적》
- SBS 《오은영의 행복한 아이》
- KBS1 《아침마당》 목요특강 2011. 8. 4. 우리 부부, 왜 안 맞을까?
- YTN 《뉴스&이슈 - 이슈앤피플》
- MBC 《무한도전》 2015 무도 어린이집
- KBS2 《슈퍼맨이 돌아왔다》 2015
- SBS 《동상이몽, 괜찮아 괜찮아》 2016
- KBS1 《아침마당》 화요초대석 2016. 3. 8. 내 아이, 내 손주 제대로 키우는 법
  - KBS1 《아침마당》 목요특강 2017. 3. 16. 댁의 자녀, 행복하십니까?
- 채널A 《행복한 아침》 2020. 2. 7. 금요특강
- JTBC 《가장 보통의 가족》
- 채널A 《요즘 육아 금쪽같은 내 새끼》
- 채널A 《오은영의 금쪽상담소》
- MBC 《등교전 망설임》(《방과후 설렘》 프리퀄)
- MBC 《황금어장 라디오 스타》(게스트 출연)
- TV조선 《미친.사랑.X》
- MBC 《오은영 리포트 결혼지옥》
- KBS2 《오케이 오케이》
- ENA 《오은영 게임》
- MBC 《오은영 리포트 - 알콜 지옥》
- SBS 《써클 하우스》
- SBS  《집사부일체》 (게스트 출연)

## 저서

### 저술
- 《엄마표 마음처방전》 중앙북스, 2008, ISBN 9788961885980
- 《불안한 엄마 무관심한 아빠》 웅진리빙하우스, 2011 ISBN 9788901122816
- 《엄마표 학교생활 처방전》 중앙북스, 2011 ISBN 9788927802150
- 《아이의 스트레스》 웅진리빙하우스, 2012 ISBN 9788901142425
- 《못 참는 아이 욱하는 부모》 코리아닷컴, 2016 ISBN 9788997396658
- 《어떻게 말해줘야 할까》 김영사, 2020, ISBN 9788934986652

## 수상 목록
- 2021년 MBC 방송연예대상 시사ㆍ교양 부문 특별상
- 2023년 MBC 방송연예대상 시사ㆍ교양 부문 MC상

## 가족
- 아버지: 오준근
- 배우자: 유정환
- 자녀: 1남